# 堺市立少林寺小学校
堺市立少林寺小学校（さかいしりつ しょうりんじ しょうがっこう）は、大阪府堺市堺区にある公立小学校。
堺市旧市街の南東寄りを校区とし、校区には寺院が多く立地している。学校正門前には、同校の前身校・宿院小学校の卒業生でもある与謝野晶子の歌碑が設置されている。また堺市立学校における在日外国人教育の拠点校として、多民族・多文化共生教育に力を入れている。

## 沿革
1872年に設置された泉州第九区県学分校を起源とし、堺市ではもっとも歴史の古い学校の一つとなっている。明治時代当時には宿院町東2丁に校舎があり、宿院小学校と称していた。その後1909年には現在地に移転した。移転と同時に、移転先の地名をとった少林寺小学校と改称している。
現在の堺市立英彰小学校は、1901年に少林寺小学校（当時宿院小学校）から分離した学校である。

### 年表
- 1872年（明治5年）4月22日 - 泉州第九区県学分校として創立。
- 1873年（明治6年）5月1日 - 堺県第十六区中学区大鳥郡第四番小学校（泉州第四番小学校）と称する。
- 1873年（明治6年）6月1日 - 宿院町東2丁に移転。
- 1875年（明治8年）8月1日 - 宿院小学校と称する。
- 1887年（明治20年）3月 - 宿院尋常小学校と改称。
- 1889年（明治22年） - 市制施行により堺市が発足。堺市宿院尋常小学校と称する。
- 1901年（明治34年） - 堺市英彰尋常小学校（現在の堺市立英彰小学校）を分離。
- 1906年（明治39年） - 高等科を設置。堺市宿院尋常高等小学校に改称。
- 1908年（明治41年） - 高等科を廃止。堺市宿院尋常小学校に改称。
- 1909年（明治42年）4月3日 - 現在地に移転。堺市少林寺尋常小学校に改称。
- 1934年（昭和9年）9月21日 - 室戸台風の暴風雨により木造校舎が倒壊。児童3人が死亡[1]。
- 1941年（昭和16年）4月1日 - 国民学校令により、堺市少林寺国民学校に改称。
- 1945年（昭和20年）6月20日 - 堺市百舌鳥国民学校（現在の堺市立百舌鳥小学校）に集団疎開。
- 1945年（昭和20年）7月10日 - 堺大空襲で校舎焼失。
- 1945年（昭和20年）7月20日 - 学童集団疎開先の百舌鳥国民学校も空襲被害を受けたため、泉北郡上神谷国民学校（現在の堺市立上神谷小学校）に再疎開。
- 1946年（昭和21年）5月30日 - 戦災復興第1期工事が完成。
- 1947年（昭和22年）4月1日 - 学制改革により、堺市立少林寺小学校に改称。
- 1951年（昭和26年）6月 - 大阪府および堺市から、学校給食モデルスクールに指定される。

## 通学区域
- 堺市堺区 旭通（1街区・2街区）、永代町1丁・2丁、京町通（1街区・2街区）、御陵通（1街区-3街区）、幸通（1街区・2街区）、少林寺町東、新在家町東、神保通（1街区）、寺地町東、中之町東、賑町1丁、南旅篭町東、南半町東、南安井町1丁、文珠橋通（1街区・2街区）、八千代通（1街区・2街区）。

卒業生は堺市立陵西中学校に進学する。

## 交通
- 阪堺電気軌道阪堺線 寺地町停留場 南東へ約400m。
- 南海バス 市立堺病院前バス停・寺地町バス停。
- 南海高野線 堺東駅 南西へ約1.7km。
- 南海本線 湊駅 北東へ約1.5km。
- 南海本線 堺駅 南へ約1.7km。